# Иоанн III Ризокоп
Иоанн III Ризокоп — экзарх Равенны с 710 по 711 год.
С возвращением императора Юстиниана II к власти начались преследования тех, кто поддерживал его свержение. В 709 году стратиг Феодор по приказанию императора прибыл в Равенну и захватил городскую знать вместе с архиепископом Феликсом. Захваченные аристократы были доставлены в Константинополь, где большинство из них было казнено, а архиепископ Феликс был ослеплён.
После того как известия о расправе достигли Равенны в городе началось вооружённое восстание. В ходе восстания экзарх Иоанн Ризокоп погиб.